# Kevin McKidd
Kevin McKidd (Elgin, Moray, Escòcia, 9 d'agost de 1973) és un actor, director televisiu i cantant escocès.
El seu paper més popular és el d'Owen Hunt a Anatomia de Grey.

## Filmografia
| Any  | Pel·lícula                                         | Rol                                             |
| ---- | -------------------------------------------------- | ----------------------------------------------- |
| 1996 | Small Faces                                        | Malky Johnson                                   |
| 1996 | Trainspotting                                      | Tommy Mackenzie                                 |
| 1997 | Regeneration                                       | Callan                                          |
| 1997 | Richard II                                         | Henry Percy                                     |
| 1998 | Hideous Kinky                                      | Henning                                         |
| 1998 | Bedrooms and Hallways                              | Leo                                             |
| 1998 | The Acid House                                     | Johnny                                          |
| 1998 | Dad Savage                                         | H                                               |
| 1998 | Looking After Jo Jo                                | Basil                                           |
| 1999 | Topsy-Turvy                                        | Durward Lely                                    |
| 2001 | Understanding Jane                                 | Eliott                                          |
| 2002 | Nicholas Nickleby                                  | John Browdie                                    |
| 2002 | Max                                                | George Grosz                                    |
| 2002 | Dog Soldiers                                       | Pte Lawrence Cooper                             |
| 2002 | That Old One                                       | Tom Furness                                     |
| 2003 | The Key                                            | Duncan                                          |
| 2003 | AfterLife                                          | Kenny Brogan                                    |
| 2003 | 16 Years of Alcohol                                | Frankie                                         |
| 2003 | Does God Play Football                             | Father Davis                                    |
| 2004 | De-Lovely                                          | Bobby Reed                                      |
| 2004 | The Purifiers                                      | Moses                                           |
| 2004 | One Last Chance                                    | Seany                                           |
| 2005 | El regne del cel                                   | English Sergeant                                |
| 2006 | The Rocket Post                                    | Thomas McKinnon                                 |
| 2007 | The Last Legion                                    | Wulfila                                         |
| 2007 | Hannibal Rising                                    | Kolnas                                          |
| 2008 | La boda de la meva nòvia                           | Colin McMurray                                  |
| 2010 | One Night in Emergency                             | Peter Forbes                                    |
| 2010 | Percy Jackson & the Olympians: The Lightning Thief | Poseidon                                        |
| 2010 | Bunraku                                            | Killer #2                                       |
| 2011 | The Great Ghost Rescue                             | Hamish                                          |
| 2012 | Comes A Bright Day                                 | Cameron                                         |
| 2012 | Brave                                              | Veu en anglès de Lord MacGuffin/Young MacGuffin |
| 2013 | Justice League: The Flashpoint Paradox             | Veu en anglès deThomas Wayne/Batman             |
| 2015 | Home Sweet Hell                                    | Freeman                                         |
| 2017 | T2 Trainspotting                                   | Tommy Mackenzie                                 |
| 2017 | Tulip Fever                                        | Johan De Bye                                    |

## Televisió
| Year         | Television / Series                   | Rol                                 | Notes                                      |
| ------------ | ------------------------------------- | ----------------------------------- | ------------------------------------------ |
| 1996         | Father Ted                            | Father Deegan                       | 1 episodi                                  |
| 1996         | Kavanagh QC                           | David Lomax                         | 1 episodi                                  |
| 1999         | The Magical Legend of the Leprechauns | Jericho O'Grady                     | 2 episodis                                 |
| 2000         | Anna Karenina                         | Count Vronsky                       | 4 episodis                                 |
| 2000         | North Square                          | Billy Guthrie                       | 10 episodis                                |
| 2004         | Gunpowder, Treason &amp; Plot         | James Hepburn, 4t comte de Bothwell |                                            |
| 2006         | The Virgin Queen                      | Duke of Norfolk                     | 2 episodis                                 |
| 2005–2007    | Rome                                  | Lucius Vorenus                      | 22 episodis                                |
| 2007         | Journeyman                            | Dan Vasser                          |                                            |
| 2008–present | Grey's Anatomy                        | Dr. Owen Hunt                       | Personatge principal (Temporada 5–present) |
| 2014         | Toy Story That Time Forgot            | Reptillus Maximus (veu en anglès)   | Especial                                   |
| 2016–2017    | Star Wars Rebels                      | Fenn Rau (veu en anglès)            | 7 episodis                                 |
| 2020         | Station 19                            | Dr. Owen Hunt                       | 1 episodi                                  |
| 2020         | Room 104                              | Kyran - The Last Man                | 1 episodi                                  |